# VOX (grupo musical)
VOX fue un grupo musical de pop rock de Perú formado en el año 2000. El grupo fue creado por la discográfica Sony Music Perú y América Televisión para conducir un espacio juvenil matutino llamado Animérica, que combinaba la emisión de animes japoneses con las actuaciones musicales en el estudio.
VOX estaba conformado por Diana Miranda, Cynthia Moreno, las gemelas Karina y Romina Isasi, Alberto Hooker, Walter Díaz, Ludwig Zarzuela y Francisco Sánchez; quienes además de cantar también realizaban coreografías. El grupo realizó presentaciones en vivo, promocionando su único álbum, VOX, publicado en 2001 y que contenía los dos éxitos musicales «Para buscar la salida» y «A navegar», cuyo videoclip, estrenado en 2002, fue dirigido por el realizador peruano Percy Céspedez.
Fueron los teloneros de la agrupación MDO, realizado en 2002.
Finalmente, VOX se separó en 2004.